# Diethylaluminiumchlorid
Diethylaluminiumchlorid ist eine aluminiumorganische Verbindung. Sie wird als Katalysator zur Herstellung chemischer Produkte verwendet.

## Herstellung
Die Reaktion von zwei Äquivalenten elementarem Aluminium mit drei Äquivalenten eines Alkylhalogenids (RX) ergibt je ein Äquivalent R2AlX und ein Äquivalent RAlX2. Durch Umsetzung von Aluminium mit Ethylchlorid wird so als eines der Produkte Diethylaluminiumchlorid erhalten.

## Verwendung
Diethylaluminiumchlorid wird bei Ziegler-Natta Polymerisationprozessen von Vinylen, Alkenen und Dienen sowie linearen Oligomerisationen und Cyclisierungen von ungesättigten Kohlenwasserstoffen als Katalysator eingesetzt. Es wird außerdem als Katalysator bei Alkylierungen benutzt (siehe auch Friedel-Crafts-Alkylierung). Weiterhin dient es als Zwischenprodukt zur Produktion anderer Chemikalien.

## Sicherheitshinweise
Als aluminiumorganische Verbindung mit kurzkettigen Alkylresten ist Diethylaluminiumchlorid pyrophor, entzündet sich also bei Kontakt mit Luft schon bei Raumtemperatur spontan. Auch Lösungen – als Lösungsmittel werden Kohlenwasserstoffe verwendet – können sich spontan entzünden, wenn diese nicht stark verdünnt sind. Daneben reagiert die Verbindung auch sehr heftig mit Wasser und verursacht bei Hautkontakt schwere Verätzungen.